# Mona Kanwal Sheikh
Mona Kanwal Sheikh er en dansk-pakistansk forsker indenfor international politik og sikkerhedsstudier tilknyttet Dansk Institut for Internationale Studier (DIIS).
Hun har haft specielt fokus på Taleban i Pakistan, men har også skrevet om for eksempel sikkerhedsliggørelse.
Sheikh har en ph.d. fra Københavns Universitet og været gæsteforsker ved University of California, Santa Barbara og University of California, Berkeley.
Hun har udgivet en række videnskabelige artikler, bidraget til bøger og skrevet bogen Guardians of God: Inside the Religious Mind of the Pakistani Taliban.
Skeikh modtog EliteForsk-prisen i 2008.

## Balladen om Minhaj-ul-Quran og Radikale Venstre
Sheikh har været medlem af den muslimske forening Minhaj-ul-Quran, som er sat i forbindelse med islamisk fundamentalisme, men hun har offentligt betegnet sig selv som 'moderat'. 
I 2001 blev Sheikh kendt i den bredere offentlighed, fordi hun og flere andre medlemmer af Minhaj-ul-Quran engagerede sig politisk i Radikale Venstre. Andre radikale politikere (blandt andet Jette Plesner Dali, Manu Sareen og Helle Merete Brix) mente at medlemskab af Minhaj-ul-Quran var uforeneligt med partiets værdier, og at organisationens medlemmer, herunder Sheikh, skulle ekskluderes.

## Udvalgte udgivelser
- Guardians of God. Oxford University Press.

### Artikler
- "Securitization analysis beyond its power-critique". Global Discourse. 8 (1): 80-82. 2018-01-02. doi:10.1080/23269995.2017.1414445.
- "Recursion or rejection? Securitization theory faces Islamist violence and foreign religions". Global Discourse. 8 (1): 26-38. 2018-01-02. doi:10.1080/23269995.2017.1411644.
- "The Religious Challenge to Securitisation Theory". Millennium: Journal of International Studies. 43 (1): 252-272. 2014-09-01. doi:10.1177/0305829814540853.
- "Introduction: On Sacred or Secular Grounds and How Would We Know?". Millennium: Journal of International Studies. 43 (1): 245-251. 2014-09-01. doi:10.1177/0305829814541205.
- "A Sociotheological Approach to Understanding Religious Violence". The Oxford Handbook of Religion and Violence. 2013-03-12. doi:10.1093/OXFORDHB/9780199759996.013.0040.
- "Sacred Pillars of Violence: Findings from a Study of the Pakistani Taliban". Politics, Religion & Ideology. 13 (4): 439-454. 2012-12-01. doi:10.1080/21567689.2012.725662.
- "How does religion matter? Pathways to religion in International Relations". Review of International Studies. 38 (02): 365-392. 2011-11-30. doi:10.1017/S026021051100057X.
- "Review Essay: Dusting for Fingerprints: The Aarhus Approach to Islamism". Distinktion. 9 (2): 189-203. 2008-01-01. doi:10.1080/1600910X.2008.9672970.